# 노리아

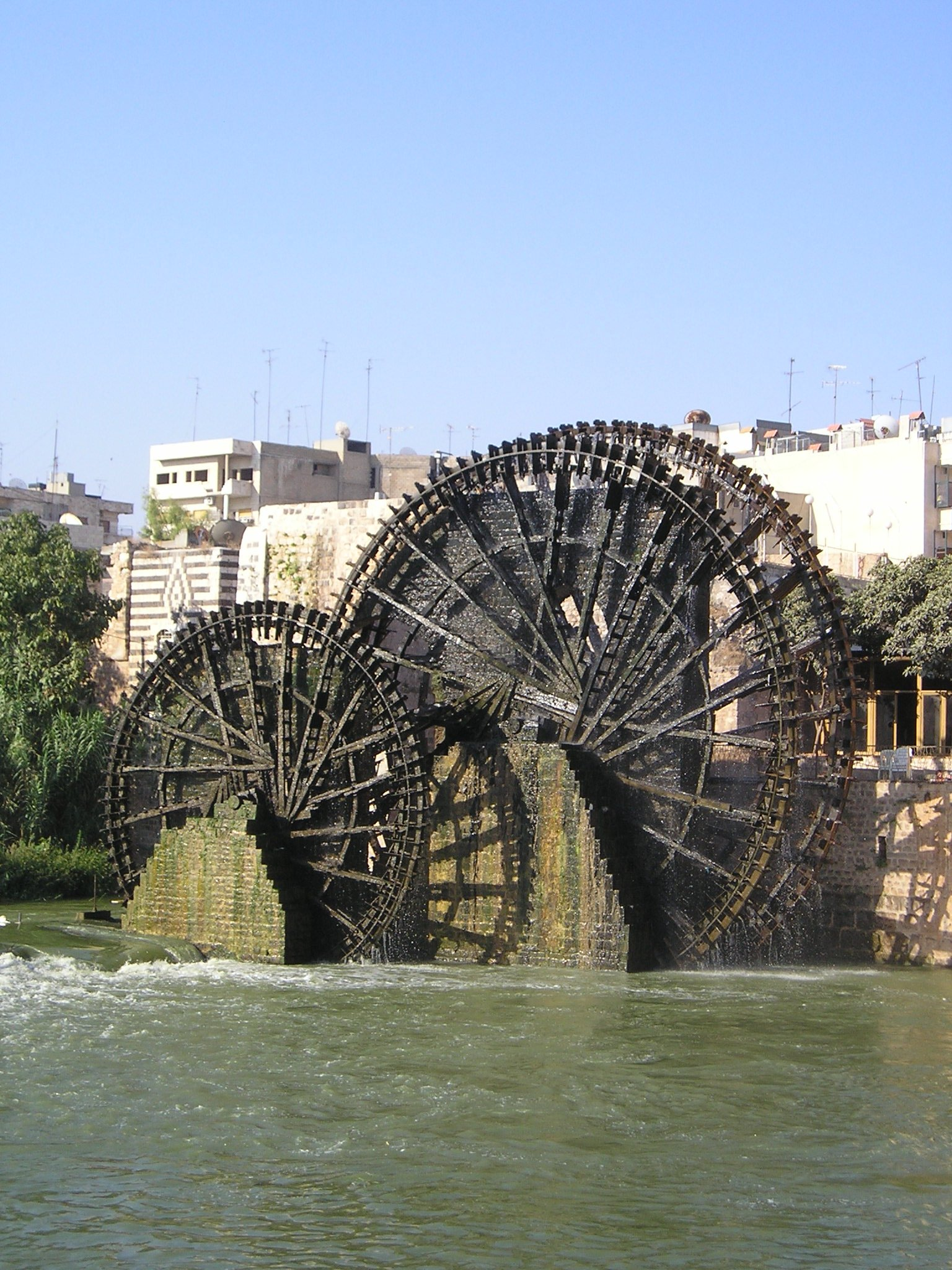
시리아 오론테스강의 노리아

노리아(noria)는 수력으로 움직이는 기계로서 양동이가 달린 물방아이다.

## 역사
패들로 움직이는 바퀴는 기원전 4세기 고대 이집트에 등장하였다.
이슬람의 황금 시대에 노리아는 고전 고대로부터 이슬람 공학자들에 의해 채택되었고 노리아에 여러 개선이 추가되었다.